# Вильсон, Александр (астроном)

Иллюстрация эффекта Вильсона. Видимая форма полутени солнечного пятна меняется в зависимости от его положения на диске Солнца.

Александр Вильсон (англ. Alexander Wilson; 1714, Сент-Андрус, Файф, Шотландия — 16 октября 1786, Эдинбург, Шотландия) — шотландский учёный, хирург, астроном, математик, метеоролог, типограф, предприниматель, педагог, профессор астрономии Университета Глазго (с 1784). Член и один из основателей Эдинбургского королевского общества (1783).

## Биография

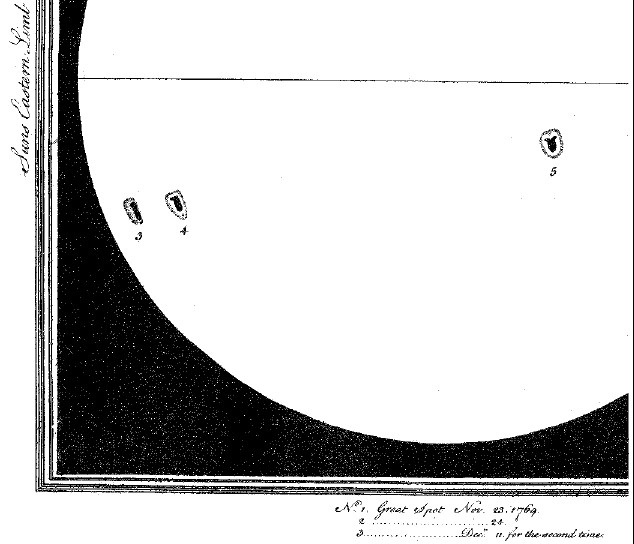
Зарисовка диска Солнца из оригинальной работы Вильсона. Видна асимметрия зоны полутени у левого пятна (№ 3).

Сын клерка. Окончил Сент-Эндрюсский университет. Поступил в ученики к врачу в Сент-Эндрюсе, где приобрёл опыт конструирования стеклянных ртутных барометров. В 1737 году отправился в Лондон, где устроился на работу помощником французского хирурга-аптекаря, занимался фармацевтикой и уходом за его пациентами. Интересовался астрономией и конструировал необходимые для этого инструменты.
Был создателем одного из первых предприятий, выпускающих типографские шрифты, владел типографским бизнесом до своей смерти. В 1748 году был назначен типографом Университета Глазго. Среди современных шрифтов, основанных на разработках А.Уилсона — Fontana, Scotch Roman и Wilson Greek
Был первым учёным, использовавшим воздушные змеи в метеорологических исследованиях. Занимался измерением температуры воздуха на разных высотах над землёй одновременно запуская цепочки воздушных змеев.
В 1760 году занял новую кафедру практической астрономии в Университете Глазго. Уилсон, в первую очередь, внёс большой вклад в астрономию и метеорологию и постулировал, что «то, что мешает неподвижным звездам падать друг на друга», вопрос, который Ньютон поставил в своей книге «Оптика» (1704), заключается в том, что вся Вселенная вращается вокруг своего центра.
В 1769 году первым правильно понял геометрические причины явления изменения видимой формы солнечного пятна в зависимости от его положения на диске Солнца и назвал солнечные пятна «огромными углублениями (англ. excavations) в светящемся веществе Солнца».
Стал автором теории солнечных пятен («Philos. Trans. Observations of Solarspots»). Позже её назовут Эффект Вильсона.
В 1771 году за открытие эффекта Вильсона награждён золотой медалью Датской королевской академии Копенгагена.

## Память
- В его честь назван лунный кратер.